# Šivetice
Šivetice – wieś (obec) na Słowacji położona w kraju bańskobystrzyckim, w powiecie Revúca.

## Położenie
Położone są w dolinie rzeki Muráň, na pograniczu Pogórza Rewuckiego i Kotliny Rymawskiej, ok. 6 km na południowy wschód od Jelšavy i ok. 10 km na północny zachód od  Plešivca. Leżą w krainie historycznej Gemer. Zabudowania ciągną się na prawym brzegu rzeki, wzdłuż drogi nr II/532 biegnącej z Jelšavy w kierunku Tornali.

## Historia
Wieś powstała zapewne już w XII w. Pierwsze wzmianki o miejscowości pochodzą z roku 1262. Należała do feudalnego „państwa” Jelšava, a następnie do „państwa” z siedzibą na zamku Murań. Była wsią rolną i do dziś w zabudowie widoczny jest układ dawnych ról biegnących prostopadle do głównej drogi, która w centrum wsi rozdwajała się, obejmując wydłużone „nawsie”. Poza rolnictwem i hodowlą mieszkańcy zajmowali się głównie garncarstwem. Gliniane wyroby były wywożone przez rzemieślników na targi i jarmarki nawet do odległych miejscowości. Rzemiosło to utrzymało się do naszych czasów: glazurowane misy, talerze, dzbany i kubki wyróżnia specyficzna ornamentyka.

## Demografia
Według danych z dnia 31 grudnia 2012, wieś zamieszkiwało 387 osób, w tym 183 kobiety i 204 mężczyzn.
W 2001 roku rozkład populacji względem narodowości i przynależności etnicznej wyglądał następująco:
- Słowacy – 88,69%
- Czesi – 0,75%
- Romowie – 6,03%
- Węgrzy – 2,01%

Ze względu na wyznawaną religię struktura mieszkańców kształtowała się w 2001 roku następująco:
- Katolicy rzymscy – 44,72%
- Ewangelicy – 17,84%
- Ateiści – 34,17%
- Nie podano – 2,51%

## Zabytki

### Rotunda św. Małgorzaty Antiocheńskiej
Na stoku wzgórza na północ od centrum wsi kościół pw. św. Małgorzaty Antiocheńskiej. Jest to romańska rotunda z wewnętrzną apsydą, największa tego typu budowla na Słowacji, a prawdopodobnie i w całej Europie Środkowej. Powstała w drugiej ćwierci XIII w. Oprócz funkcji sakralnej przypuszczalnie pełniła również rolę wysuniętej strażnicy zanikłego dziś grodu na pobliskiej górze Muteń (466 m n.p.m.), o czym świadczy troje wąskich, romańskich strzelnic w górnej części murów, pod okapem, dziś zamurowanych. Jej wnętrze zdobiły romańskie freski z drugiej połowy XIII w., przedstawiające sceny z życia św. Małgorzaty i Jezusa Chrystusa. Przebudowana w stylu gotyckim otrzymała po połowie XIV w. nowe wymalowanie wnętrza. W latach 1596–1712 była w rękach protestantów. Wizytacje z lat 1688-1694 wspominają ją jednak jako zburzoną.
W połowie XVIII została całkowicie przebudowana w stylu barokowym. Nawa i apsyda zostały oświetlone nowo wybitymi oknami. W zachodniej ścianie nawy zostało wybite nowe wejście, przed którym wybudowano kwadratową w rzucie kruchtę. Od strony północnej dobudowano niewielką zakrystię.
W 1911 r. odkryto w apsydzie pod warstwami późniejszych przemalowań gotyckie freski. Z kolei podczas renowacji świątyni w latach 30. XX w. odsłonięto warstwę malowideł romańskich.
Badania obiektu prowadzone w 1976 r. wykazały po prawej stronie barokowego przedsionka, w zamurowanej niszy, istnienie pierwotnego romańskiego portalu. Dalsze badania obiektu trwały i w latach 80. Od 2007 r. trwają z przerwami prace konserwacyjne budowli.
Cylindryczna budowla, murowana z cegły z drobnymi kamiennymi detalami architektonicznymi, posiada średnicę wewnętrzną 11,1 m, zewnętrzną 14 m. Apsyda jest szeroka na 7,8 m. Nawa i apsyda są zasklepione osobnymi sklepieniami w formie wycinka kuli. Fasada budowli zdobiona jest lizenami, stwarzającymi motyw ślepych arkad na prawie całym jej obwodzie. Rotunda zwieńczona jest stożkowo-kopulastym, uskokowym dachem krytym gontem. Nawę oddziela od apsydy łamany łuk tęczy.
Za fundatorów świątyni uznaje się rodzinę Zachów, wspominaną kilkakrotnie w trzeciej ćwierci XIII w. O tym, że obiekt był prywatną fundacją możnowładczą świadczy fakt, że w jego wnętrzu odnaleziono ślady zachodniej empory, zasklepionej w formie konchy i otwierającej się do nawy półkolistym otworem.
Już około połowy XVI w. świątynię i położony obok niej cmentarz otoczono kamiennym murem ze strzelnicami. W 1750 r. wybudowano wolnostojącą, czworoboczną dzwonnicę, pełniącą jednocześnie funkcję bramy. Murowana, dwukondygnacyjna budowla z przejściem w przyziemiu, zwieńczona jest drewnianą, ażurową izbicą, nakrytą czterospadowym dachem krytym gontem. Na cmentarzu zachowane nieliczne drewniane słupowe nagrobki i drewniane ludowe krzyże z 1. połowy XX w.

### Kościół ewangelicki
Murowany, pochodzi z 1785 r., zbudowany po edykcie tolerancyjnym cesarza Józefa II Habsburga z 1781 r.